# Antonio Carlos da Fontoura
Antonio Carlos da Fontoura (São Paulo, 20 de novembro 1939) é um diretor, produtor e roteirista de cinema e televisão brasileiro.
Dirigiu, produziu e roteirizou diversos documentários de curta-metragem e filmes de longa-metragem, entre eles destacam-se Copacabana Me Engana (1968, sua estréia em longa-metragens), A Rainha Diaba (1974), Uma Aventura do Zico (1998) e Gatão de Meia Idade (2006).
É também autor dos seriados de televisão Ciranda, Cirandinha (1978) e Plantão de Polícia (1979); das telenovelas Vidas Opostas (2006/2007) e Amor e Intrigas (2007); e das minisséries Chapadão do Bugre (1988) e Capitães da Areia (1989).

## Filmografia
- 1966 - Heitor dos Prazeres (documentário — roteiro e direção)
- 1967 - Ver Ouvir (documentário — direção)
- 1968 - Copacabana Me Engana (longa-metragem — produção, roteiro e direção)
- 1969 - Ouro Preto & Scliar (documentário — roteiro e direção)
- 1970 - Gal (documentário — roteiro e direção)
- 1970 - Os Mutantes (documentário — roteiro e direção)
- 1972 - Wanda Pimentel (documentário — roteiro e direção)
- 1974 - A Rainha Diaba (longa-metragem — produção, roteiro e direção)
- 1974 - Chorinhos e Chorões (documentário — roteiro e direção)
- 1975 - Arquitetura de Morar (documentário - direção)
- 1977 - Cordão de Ouro (longa-metragem — direção)
- 1982 - Brasília, Segundo Alberto Cavalcanti (longa-metragem — direção)
- 1984 - Espelho de Carne (longa-metragem — produção, roteiro e direção)
- 1998 - Uma Aventura do Zico (longa-metragem — roteiro e direção)
- 2006 - Gatão de Meia Idade (longa-metragem — direção)
- 2006 - O Rapto das Cebolinhas (curta-metragem — roteiro e direção)
- 2006 - No Meio da Rua (longa-metragem — roteiro, produção e direção)
- 2009 - Faca sem Ponta, Galinha sem Pé (curta-metragem — direção)
- 2013 - Somos Tão Jovens (longa-metragem — direção)[5]